# Apotreubia
Apotreubia là một chi rêu trong họ Treubiaceae.